# Riviera di Rimini Challenger 2007
Il Riviera di Rimini Challenger 2007 è stato un torneo di tennis facente parte della categoria ATP Challenger Series nell'ambito dell'ATP Challenger Series 2007. Il torneo si è giocato a Rimini in Italia dal 16 al 22 luglio 2007 su campi in terra rossa.

## Vincitori

### Singolare
Oliver Marach ha battuto in finale  Daniel Köllerer che si è ritirato sul punteggio di 4–6, 2-0

### Doppio
Carlos Poch-Gradin /  Santiago Ventura hanno battuto in finale  Leonardo Azzaro /  Alessandro Motti con il punteggio di 6–4, 6–1